# Hòa Phú, Đắk Lắk
Hòa Phú là một xã thuộc tỉnh Đắk Lắk, Việt Nam.
Xã Hòa Phú có diện tích 51,48 km², dân số năm 1999 là 13.556 người, mật độ dân số đạt 263 người/km².

## Chúthích
1. 1 2 3  "Mã số đơn vị hành chính Việt Nam". Bộ Thông tin & Truyền thông. Bản gốc lưu trữ ngày 24 tháng 3 năm 2013. Truy cập ngày 10 tháng 4 năm 2012.
2. ↑  Tổng cục Thống kê